# Ópera de Sídney
La Ópera de Sídney, situada en la ciudad de Sídney, estado de Nueva Gales del Sur, Australia, es uno de los edificios más famosos y distintivos del siglo XX. Declarado en 2007 Patrimonio de la Humanidad, fue diseñado por el arquitecto danés Jørn Utzon en 1957 e inaugurado el 20 de octubre de 1973.
En el edificio se realizan obras de teatro, ballet, ópera o producciones musicales. Es sede de la compañía de Ópera de Australia, la Compañía de Teatro de Sídney y la Orquesta Sinfónica de Sídney. Está administrada por la Opera House Trust, un organismo público del gobierno estatal de Nueva Gales del Sur.

## Descripción

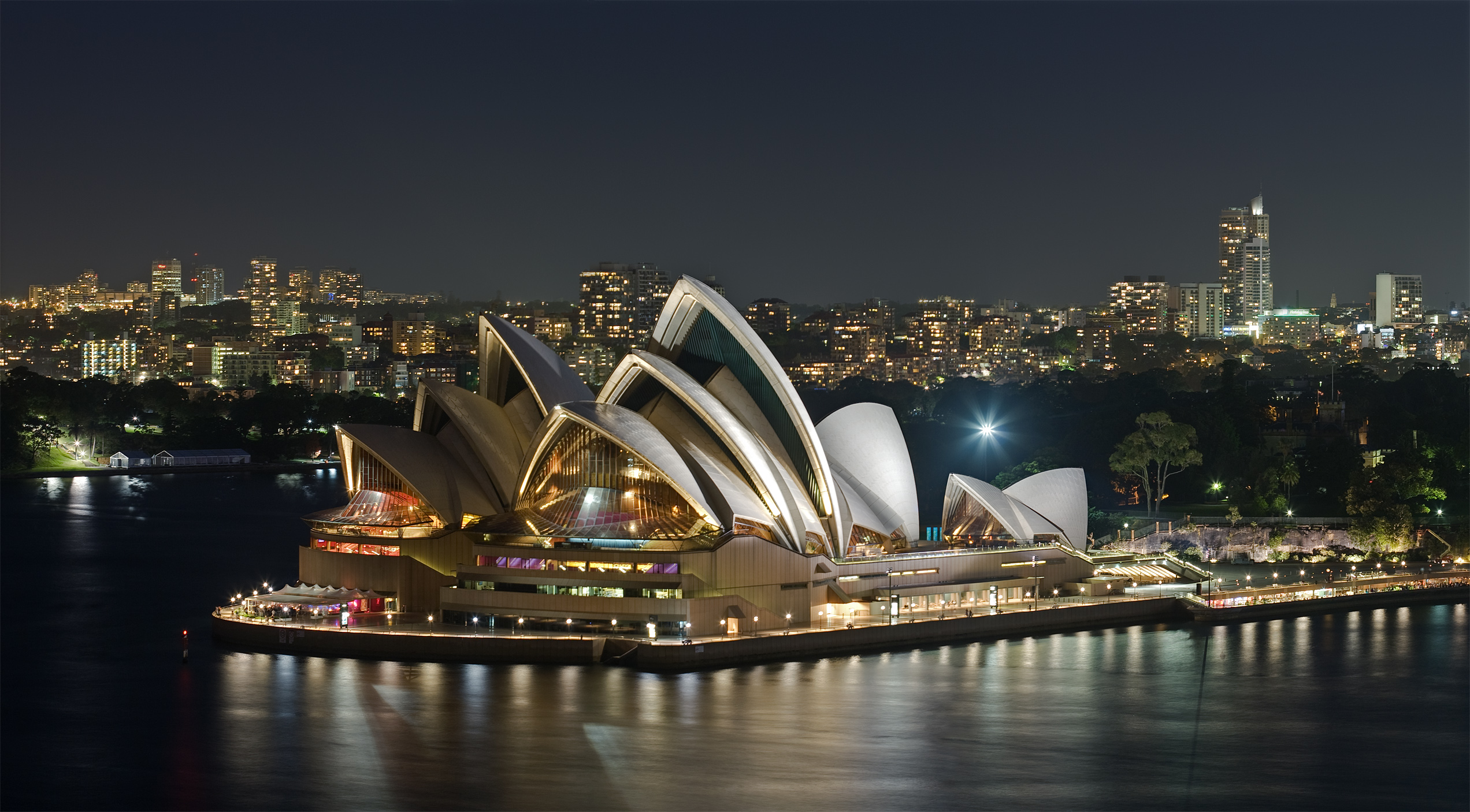
La Ópera de Sídney, de noche.

La Casa de la Ópera de Sídney es una construcción expresionista y con un diseño radicalmente innovador, conformado por una serie de grandes conchas prefabricadas, cada una tomada de la misma semiesfera, que forman los tejados de la estructura. El Teatro de la Ópera cubre 1,8 hectárea (4,5 acres de tierra). Tiene 185 metros (605 pies) de largo y alrededor de 120 metros (388 pies) de anchura máxima. Se apoya en 580 pilares hundidos hasta una profundidad de 25 metros bajo el nivel del mar. Su fuente de alimentación tiene una capacidad equivalente al consumo eléctrico de una ciudad de 25 000 personas. La energía es distribuida por 645 kilómetros de cable.
Aunque a las estructuras de los tejados de la Casa de Ópera de Sídney se las denomina comúnmente como cáscaras (como en este artículo), éstas de hecho no lo son en el sentido arquitectónico de la palabra, ya que están formadas por paneles prefabricados de hormigón que se apoyan en costillas prefabricadas del mismo material.
Las cáscaras están recubiertas con 1 056 006 azulejos de colores blanco brillante y crema mate, formando un tenue patrón en "V" invertida (chevrón); aunque vistas desde la distancia parecen de color blanco uniforme. Los azulejos fueron fabricados por la empresa sueca Höganäs AB y aunque están diseñados para que se limpien solos, se realiza un mantenimiento periódico de limpieza. Para mantener la uniformidad del color del cascarón y evitar que luzca parchado, se reutilizan y reparan los mismos azulejos que se han desprendido con el paso de los años. Durante 2015 cayeron apenas 40 azulejos, por lo que el promedio de reparación es muy bajo.
Los dos grupos mayores de bóvedas que conforman el techo del teatro pertenecen cada uno al Salón de Conciertos (Concert Hall) y al del Teatro de la Ópera (Opera Theater). Los otros salones tienen como techo las agrupaciones más pequeñas de bóvedas. La escala de las cáscaras fue elegida para reflejar las necesidades de altura en el interior, con espacios bajos en la entrada que se elevan sobre las zonas de asientos hasta llegar a las altas torres de escena.
Un grupo mucho más pequeño del sistema de cáscaras se encuentra a un lado de las entradas y de la escalinata monumental y del restaurante de Bennelong.
El interior del edificio está construido en granito rosa extraído de la región de Tarana, madera y contrachapado proveniente de Nueva Gales del Sur.
La estación de acceso más cercana es Circular Quay Station. Otros accesos son la terminal del ferry y la terminal de autobús. Dentro de la ciudad está situado en el distrito de Central Business District (CBD).

### Lugares e instalaciones de funcionamiento

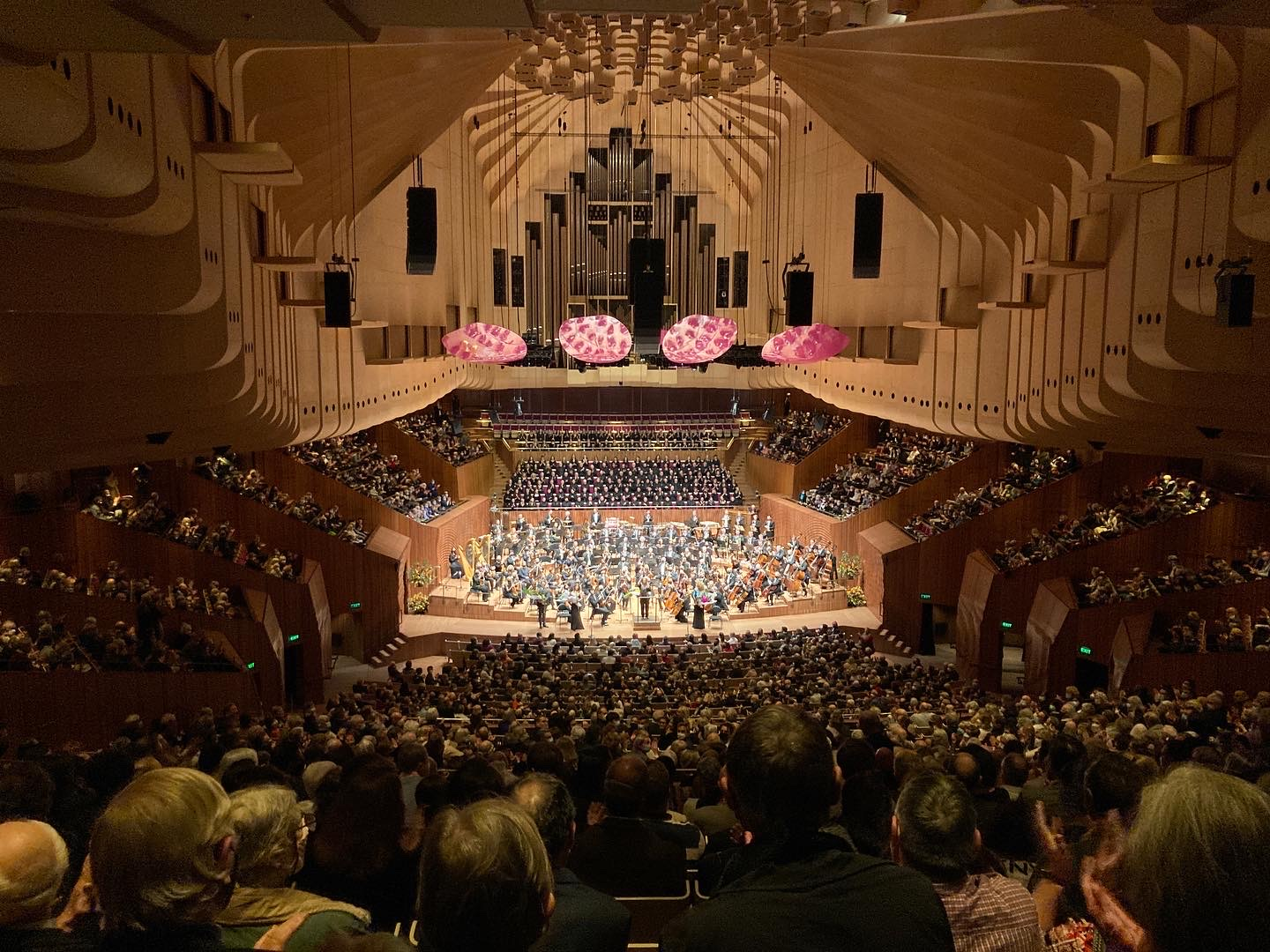
El teatro de conciertos y el gran órgano.

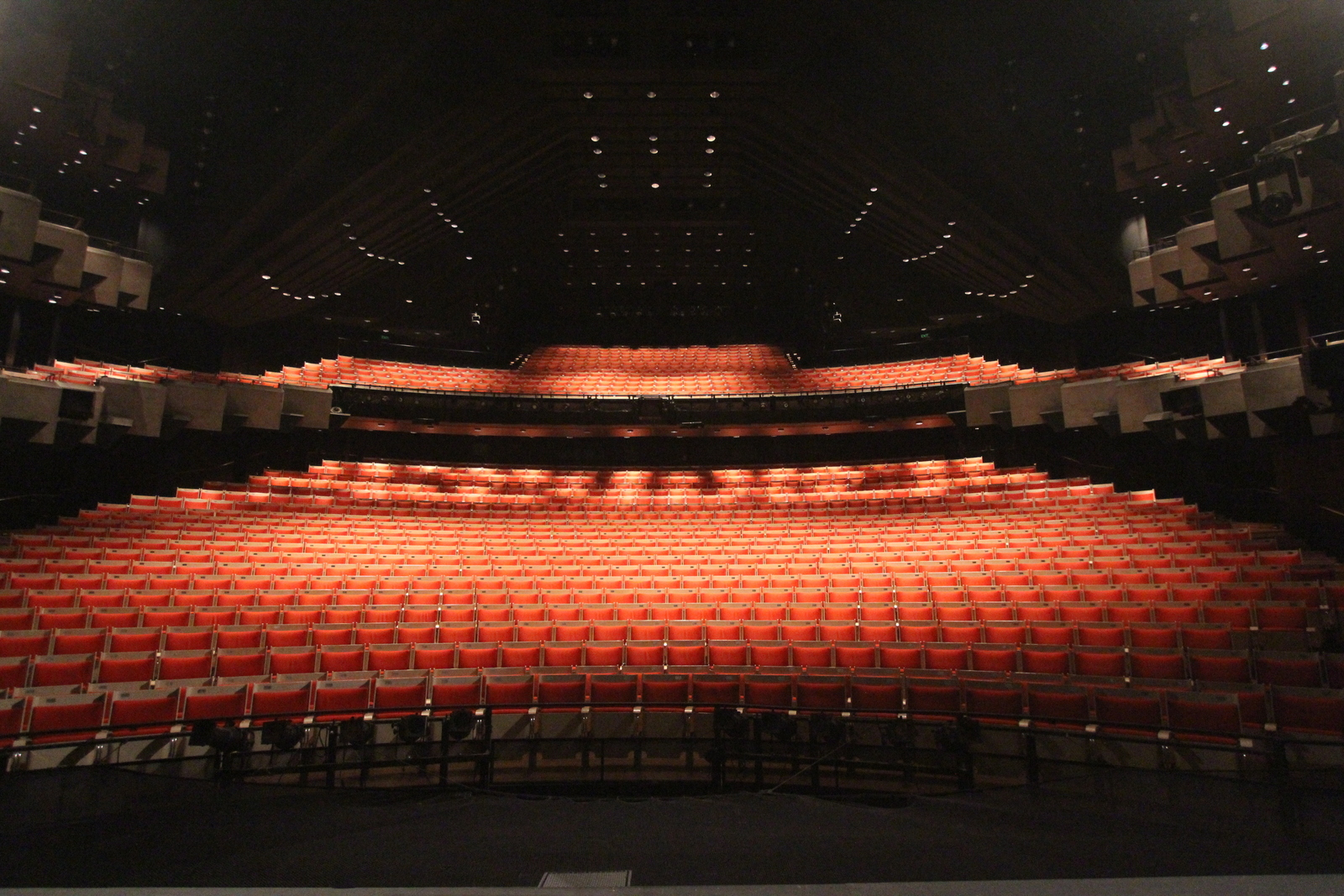
Interior del teatro Joan Sutherland, sede de la Ópera de Australia y de la Compañía de Ballet Australiano

La Casa de la Ópera de Sídney contiene cinco teatros, cinco estudios de ensayos, dos salas principales, cuatro restaurantes, seis bares y numerosas tiendas de recuerdos. 
Los cinco teatros son los siguientes:
- El Concert Hall o Sala de Conciertos, con 2679 asientos, contiene el magnífico órgano de la Ópera de Sídney, el órgano mecánico más grande del mundo, con unos 10 000 tubos.[3]
- El Joan Sutherland Theatre o Teatro de Ópera, con 1547 asientos, es el espacio principal de la compañía Ópera de Australia; también es utilizado por la Compañía Australiana de Ballet.
- El Drama Theatre o Teatro para Drama, con 544 asientos.
- La Sala de Música, con 398 asientos.
- El Studio Theatre, con 364 asientos.[3]

Además de producciones de teatro, las instalaciones de la Casa de la Ópera de Sídney también se utilizan para otro tipo de funciones, tales como bodas, fiestas y conferencias.
Para este tipo de acontecimientos el teatro posee las siguientes salas menores: 	
- Sala de grabaciones
- Sala de exposiciones
- Hall de recepción
- Cinco salas de ensayo
- 42 camerinos
- 2 restaurantes
- 6 bares para el teatro
- 6 vestíbulos, salas de estar
- Oficinas para la administración
- Librería y archivos
- "Sala verde" para los artistas y el personal (bar, comedor, sala de estar)
- Planta y áreas de operación para instalaciones eléctricas, aire acondicionado...
- Paseo de granito alrededor de toda la "Opera House"

En total hay alrededor de 800 ambientes diferentes o salas en todo el complejo. El edificio cuenta con más de 2200 puertas.

## Historia

### Orígenes

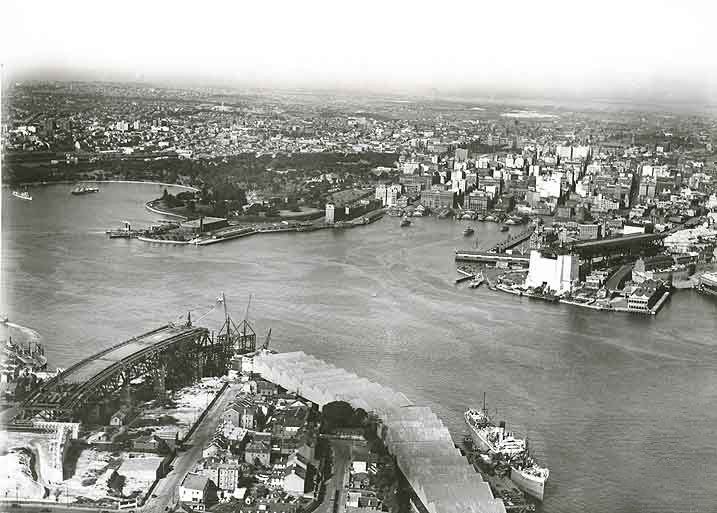
La bahía de Sídney durante la construcción del puente

La idea de construir un teatro de ópera en Sídney comenzó a concretarse en los últimos años de la década de los 40 cuando Eugene Goossens, director del Conservatorio de Música de Sídney del estado de Nueva Gales del Sur sostuvo que la ciudad necesitaba contar con un lugar conveniente para las grandes producciones de teatro. 
En esa época las producciones teatrales se efectuaban en el edificio del Ayuntamiento de Sídney, un espacio considerado insuficiente para este tipo de producciones. En 1954, Goossens tuvo un gran éxito al obtener el apoyo del primer ministro del estado, Joseph Cahill, quien solicitó diseños para la construcción de un nuevo edificio dedicado expresamente para albergar el teatro de la ópera.
Goossens también insistió en que el edificio se construyera en la península de Bennelong Point, sobre la bahía de Sídney, contra la opinión del primer ministro Cahill, que opinaba que era mejor instalarlo en las cercanías de la estación de ferrocarril de Wynyard, en el noroeste de la ciudad, facilitando así de esta forma su acceso. Bennelong es una pequeña península denominada de esta forma en honor a un aborigen llamado Bennelong (1764-1813) que hacía de intermediario entre el asentamiento aborigen y el Comandante de la Flota y primer Gobernador de Nueva Gales, Arthur Philip.
El concurso se inició el 13 de septiembre de 1955 y recibió un total de 233 proyectos provenientes de 32 países diferentes en busca de un premio consistente en 100.000 dólares. Los criterios mínimos especificados que debían contener los proyectos eran una gran sala con capacidad para 3000 butacas y una sala de menor tamaño para unas 1200 butacas, cada uno de los diseños debía contener además espacios para grandes óperas, conciertos de orquestas, coros, conferencias, reuniones, representaciones de diferentes tipos.
El diseño ganador fue anunciado en 1957, resultando vencedor el proyecto de Jørn Utzon, un arquitecto danés. Eero Saarinen, arquitecto y diseñador estadounidense de origen finlandés, que integraba el jurado de la Comisión del Teatro de la Ópera de Sídney, resultó crucial para la selección del diseño de Jørn Utzon. Utzon llegó a Sídney en 1957 para ayudar a supervisar el proyecto y la construcción del edificio.

### Diseño y construcción
En el terreno escogido para la construcción del complejo, se encontraba el antiguo Fuerte Macquarie, convertido entonces en depósito de tranvías, que debió ser demolido en 1958. Al año siguiente comenzó formalmente la construcción. El proyecto fue ejecutado en tres etapas.

#### Primera etapa: El podio (1959-1963)

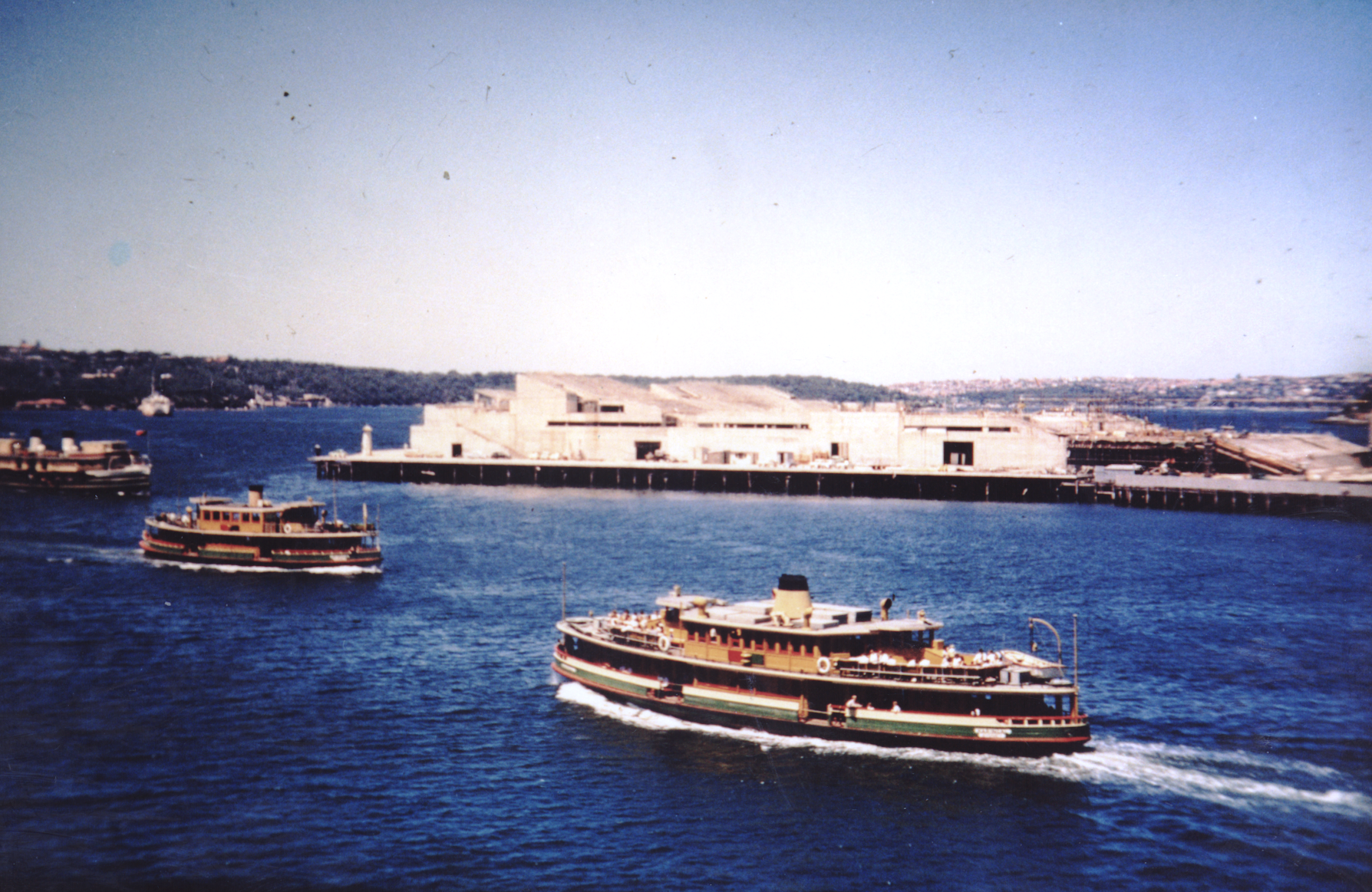
Construcción del podio en 1962

La primera fase de las obras comenzó el 5 de diciembre de 1958, por la empresa constructora con sede en Sídney Lend Lease Corporation. El gobierno decidió iniciar las obras inmediatamente, temiendo que el financiamiento o la opinión pública, pudiera revertir y retrasar o incluso cancelar la obra. Pero esa decisión se encontró con el problema que los diseños estructurales más importantes todavía no estaban realizados (lo más notable las velas, que seguían siendo parabólicas en ese momento). Para el 23 de enero de 1961, solo se habían empleado 47 semanas de trabajo, este retraso en la obra se debía principalmente debido a las dificultades inesperadas (inclemencias meteorológicas, construcción que comienza antes de que los dibujos apropiados de la construcción hubieran sido preparados, cambios de los documentos originales del contrato). Finalmente, el 31 de agosto de 1962 se terminó el podio.
El comienzo prematuro y forzado de la obra condujo a problemas finales muy significativos, el mayor de los cuales fue la construcción de las columnas del podio que debían sustentar el techo, con una resistencia menor que la necesaria para poder sustentar la estructura proyectada de la azotea. Este error llevó a que la cubierta tuviera que ser redefinida por lo que su diseño sufrió una variación respecto al diseño original.

#### Segunda etapa: Las bóvedas externas (1963-1967)

Construcción de las bóvedas en 1965

Las obras en torno a 1965

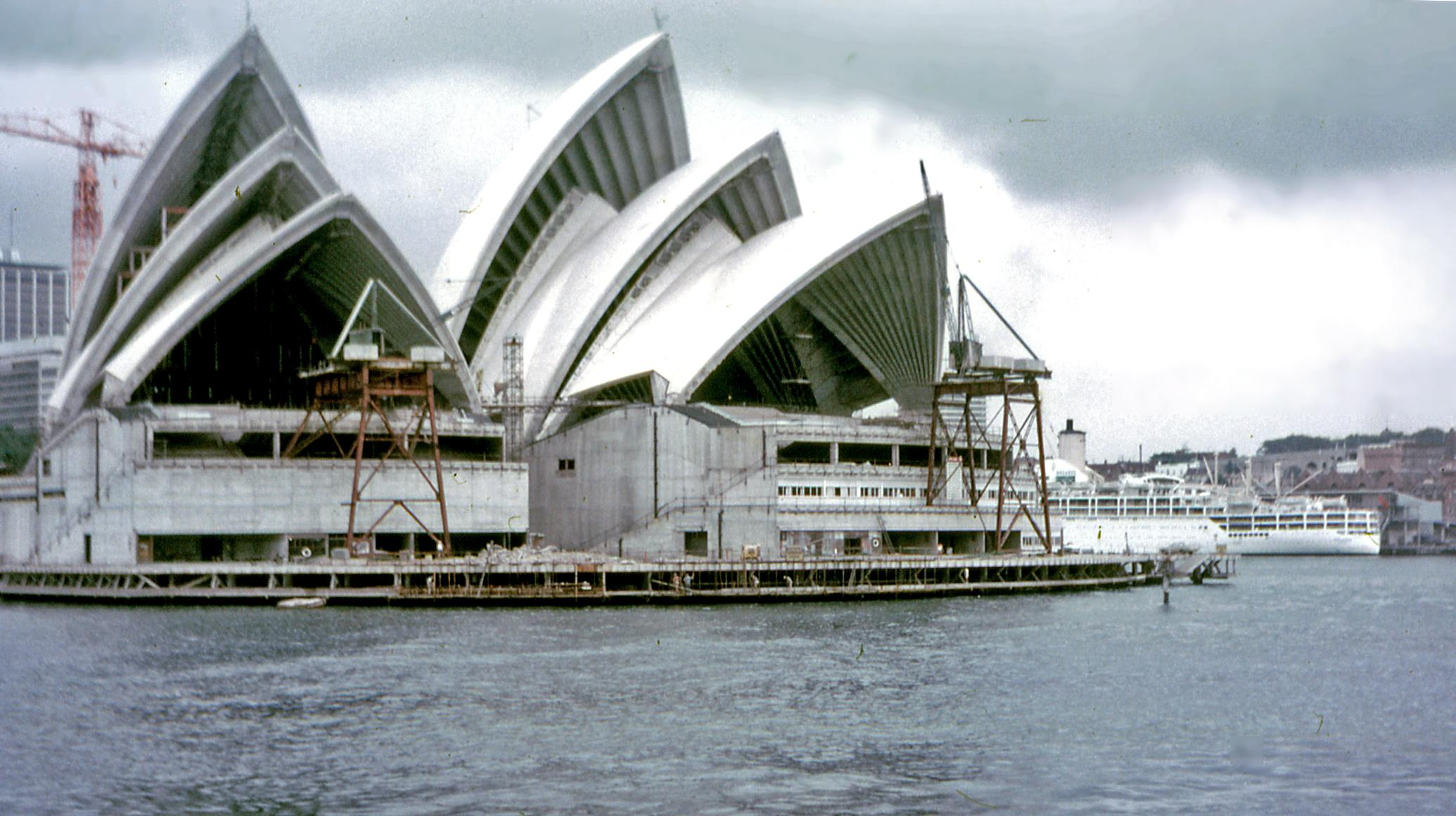
Imagen las obras en 1968.

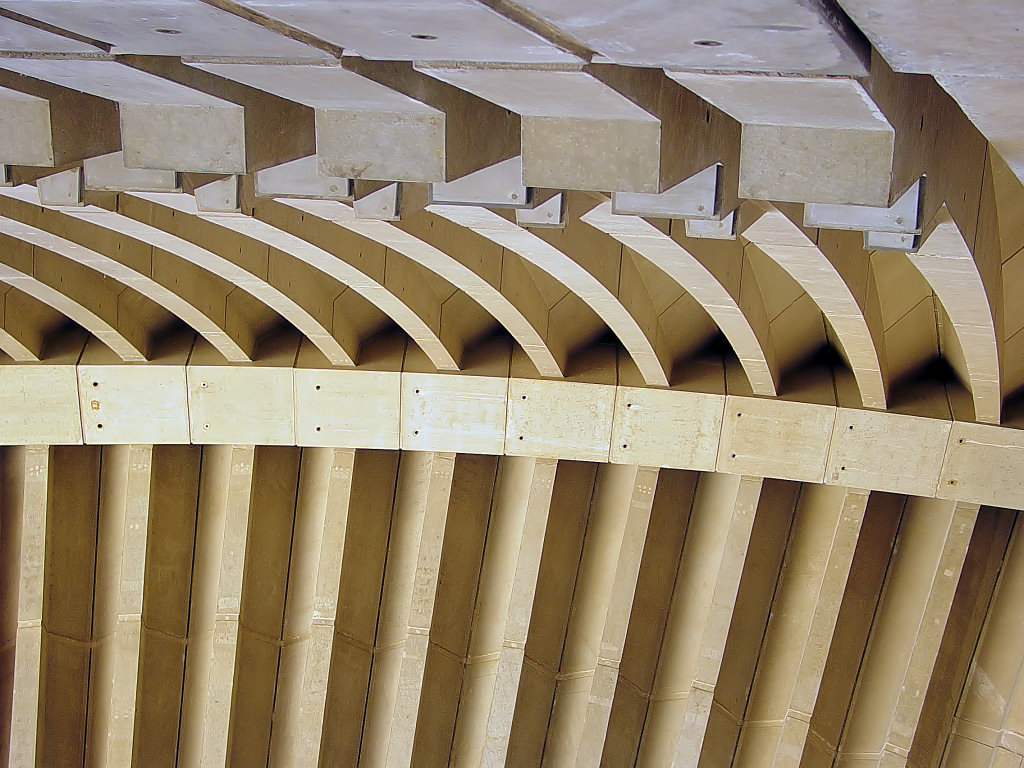
Estructura del teatro de la ópera de Sídney.

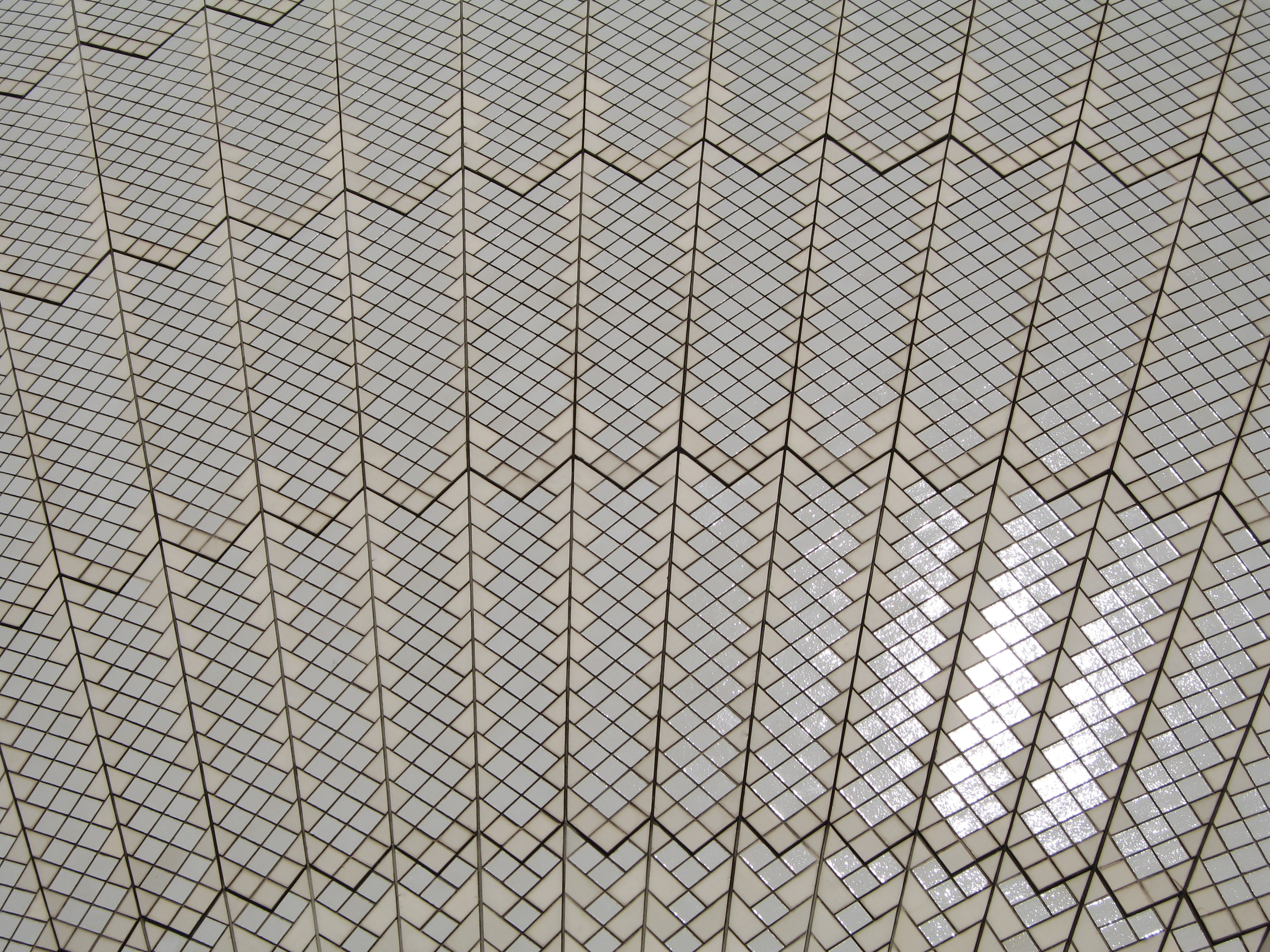
Detalle de los azulejos de las bóvedas en los que se puede distinguir las dos tonalidades empleadas: blanco brillante y crema mate.

La estructura aligerada en forma de bóveda estaba inicialmente indefinida geométricamente, pero casi desde el principio del proceso de diseño del edificio, las bóvedas fueron proyectadas como una serie de parábolas apoyadas por una estructura prefabricada de costillas. Este planteamiento tuvo la oposición de la firma inglesa Ove Arup y socios, cuyos ingenieros no podían encontrar una solución aceptable para construirlas.
Tuvieron que encontrar una manera por la cual construir de forma económica las bóvedas de forma prefabricada, porque usar encofrado "in-situ" hubiera acarreado un costo desmesurado. La repetición de esta técnica en la azotea también hubiera sido demasiado costosa.
Desde 1957 hasta 1963, el equipo de diseño barajó por lo menos doce diferentes interacciones en la forma de las bóvedas (esquemas incluyendo parábolas, costillas circulares y las elipsoides) antes de hallar que una solución realizable. 
El trabajo de diseño sobre las cáscaras implicó una de las aplicaciones más tempranas de las computadoras en el análisis estructural para entender el complejo sistema de fuerzas que recibirían las bóvedas. En la mitad de 1961 el equipo de diseño encontró una solución al problema: todas las bóvedas son creadas como secciones de una esfera.
Existe una gran controversia sobre a quién atribuir esta solución original. Inicialmente fue atribuida a Utzon. Una carta a de Ove Arup a Ashworth, un miembro del comité ejecutivo de la Sídney ópera house, dice:

Utzon vino con una idea de hacer todas las bóvedas con una curvatura uniforme en todas las partes y en ambas direcciones.

Peter Jones, autor de la biografía de Ove Arup, indica que «...el arquitecto y sus partidarios igualmente dijeron recordar el preciso momento eureka...; los ingenieros y algunos de sus asociados, con igual convicción, recuerdan la discusión tanto en el centro de Londres como en la casa de Ove». Jones concluye que "la evidencia existente muestra que Arup examinó varias posibilidades para la geometría de las bóvedas (shells), desde parábolas a elipsoides y esferas". Por su parte, Yuzo Mikami, un miembro del equipo de diseño, presentó una visión completamente opuesta en su libro sobre proyecto titulado Utzon's Sphere.
Es poco probable que la verdad definitiva sea conocida en algún momento, pero hay un claro consenso sobre el hecho de que el trabajo realizado por el equipo de diseño es de una gran calidad. De hecho, para la primera parte del proyecto, tanto Utzon como Arup y Ronald Jenkins (socio de Ove Arup) jugaron un papel significativo en el desarrollo del proyecto.

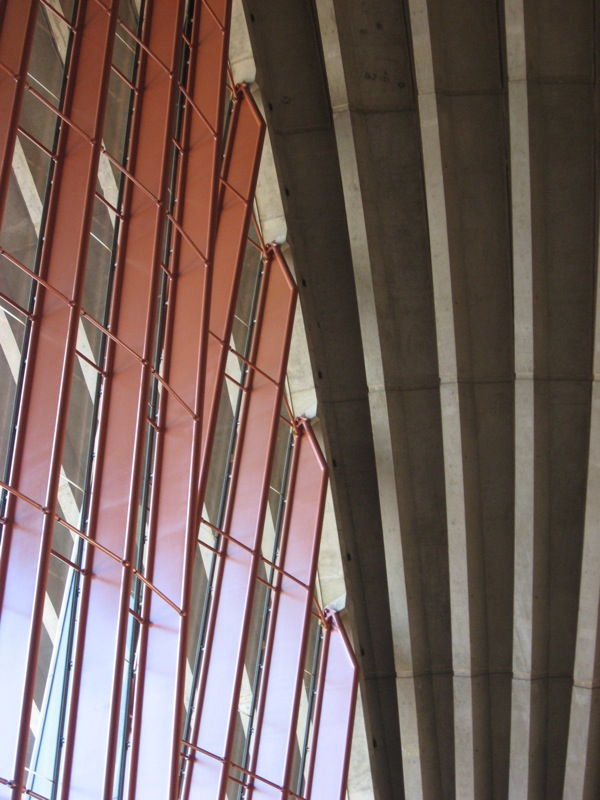
Detalle de la estructura de hierro del edificio en las que se puede ver la estructura de hierro en las que se basan las bóvedas autoportantes.

Como Peter Murray estableció en The Saga of the Sydney Opera House:

...los dos hombres y sus respectivos equipos mantuvieron una colaboración que se notó en la productividad y, a pesar de los muchos traumas, fue observado por la mayoría de los implicados en el proyecto como un punto alto de la colaboración entre arquitectos e ingenieros.

De esta manera, la forma esférica fue la finalmente usada en el diseño final. La esfera, al ser la superficie curva tridimensional más sencilla, abría un gran abanico de posibilidades en el diseño, y se convertía así en la forma geométrica más simple y fácil de controlar. En una esfera el grado de curvatura es igual en todos los puntos de la misma. 
Las bóvedas fueron construidas por Hornibrook Group Pty Ltd, quienes eran también responsables de la construcción en la tercera etapa. Hornibrook fabricó las 2400 costillas prefabricadas y 4000 paneles de la azotea en una fábrica en el mismo sitio, y también desarrolló los procesos de la construcción.
Esta técnica evitó la necesidad de construir un costoso encofrado, recurriendo al uso de unidades prefabricadas (también permitió que los azulejos de la azotea fueran prefabricados en láminas a nivel del suelo, en lugar de ser pegados individualmente sobre la bóveda en altura). Ingenieros de Ove Arup & Asociados supervisaron personalmente la construcción y colocación de las piezas de la bóveda, en la cual se utilizó un innovador sistema de sujeción de acero, denominado arco de construcción, para apoyar las diversas azoteas antes de la terminación. Así, para la forma de la estructura de las vigas se usó un sistema de abanico. Las vigas partían de un punto abriéndose como un abanico siendo su trazado el de los meridianos de la esfera haciendo que la línea que las define tuviera para todas las vigas el mismo radio: 460 pies.

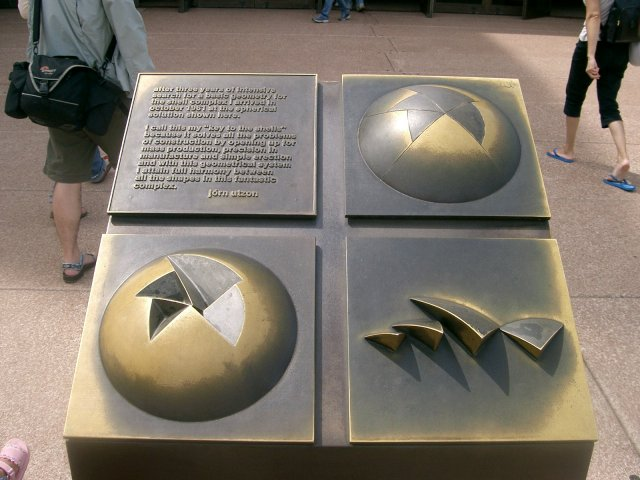
Placa en la explanada exterior de la Ópera de Sídney en la que se refleja de forma esquemática la procedencia dentro de la esfera de las bóvedas en forma de concha.

Con la fabricación en el mismo lugar de la obra, la construcción se simplificó considerablemente, sobre todo porque las cáscaras son fragmentos de una misma esfera de un radio de alrededor de 75 metros (246 pies). Al trabajar con una esfera no sólo se simplificó la construcción, sino también los cálculos. 
- En el cálculo, toda la casuística de los detalles, se podía aplicar a todas las bóvedas;
- La construcción se facilitaba, puesto que todas las vigas podrían ser porciones de mayor o menor tamaño de una misma viga y los moldes para la prefabricación de piezas se podía reutilizar varias veces. Así, con doce encofrados se construyeron las 1498 vigas que forman el esqueleto de las bóvedas con el ahorro de tiempo y dinero que acarreó (véase imagen más abajo).

El 6 de abril de 1962 se estimó que el edificio de la Ópera podría estar finalizado entre agosto de 1964 y marzo de 1965. Sin embargo, el tiempo estimado fue superado y para finales de 1965, se estimaba que la segunda fase recién estaría completada en 1967.
En 1965 hubo un cambio de gobierno en el estado de Nueva Gales, asumiendo como premier Robert Askin. El nuevo gobierno cambió los equipos a cargo del proyecto, transfiriéndolo al Ministerio de Obras Públicas. Esto condujo en última instancia a la dimisión de Utzon en 1965 (véase abajo).

#### Tercera etapa: interior (1967-1973)
La tercera etapa de construcción estuvo destinada a los interiores. Comenzó en febrero de 1963, cuando Utzon trasladó su oficina entera a Sídney. En 1965 Utzon fue despedido y su cargo fue asumido principalmente por Peter Hall quien tomó el control de las obras, y se hizo en gran parte responsable del diseño del interior. Otras personas designadas ese año para substituir a Utzon fueron E.H. Farmer como arquitecto del gobierno, D.S. Littlemore y Lionel Todd.
Hasta ese momento (octubre de 1965) el proyecto había gastado solamente 22.9 millones de dólares, menos de un cuarto del coste final. Sin embargo, los costes proyectados para el diseño en esta etapa eran mucho más significativos.

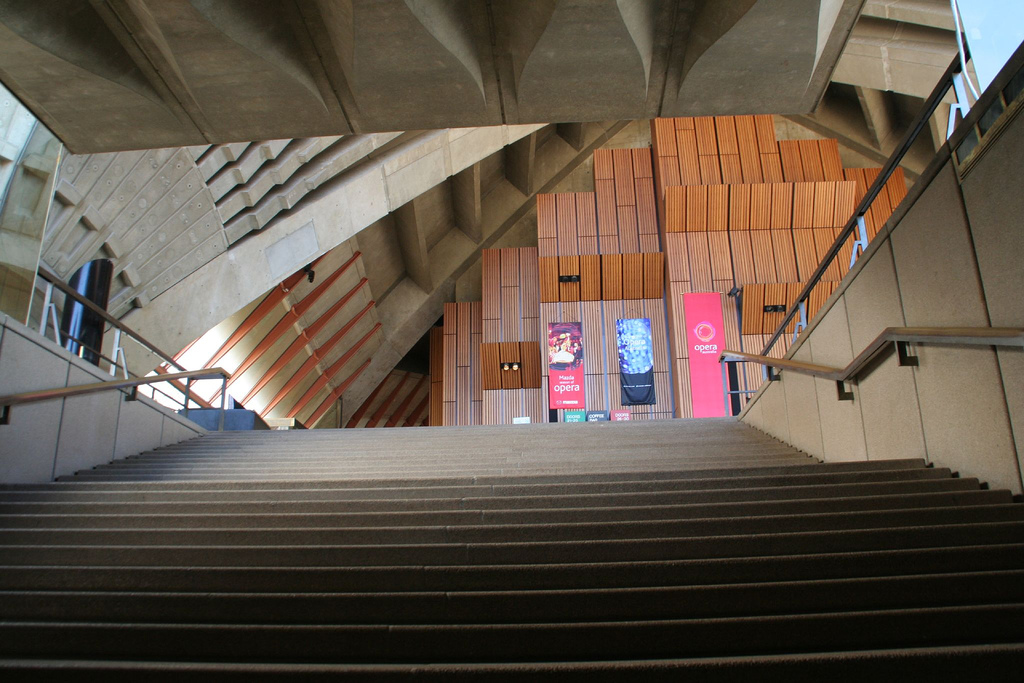
Imagen del interior del teatro.

En 1966 el consejero acústico, Lothar Cremer, confirmó a SOHEC que el diseño acústico original de Utzon permitía solamente 2000 asientos en la sala principal e indicó que el incremento en el número de asientos hasta 3000 como estaba especificado en el diseño sería desastroso para la acústica del recinto.
Según Peter Jones, el diseñador de la etapa, Martin Carr, criticó la «configuración, altura y anchura del escenario, las instalaciones físicas para los artistas, la localización de los camerinos, las anchuras de puertas y sus elevaciones, y la localización del tablero de iluminación».

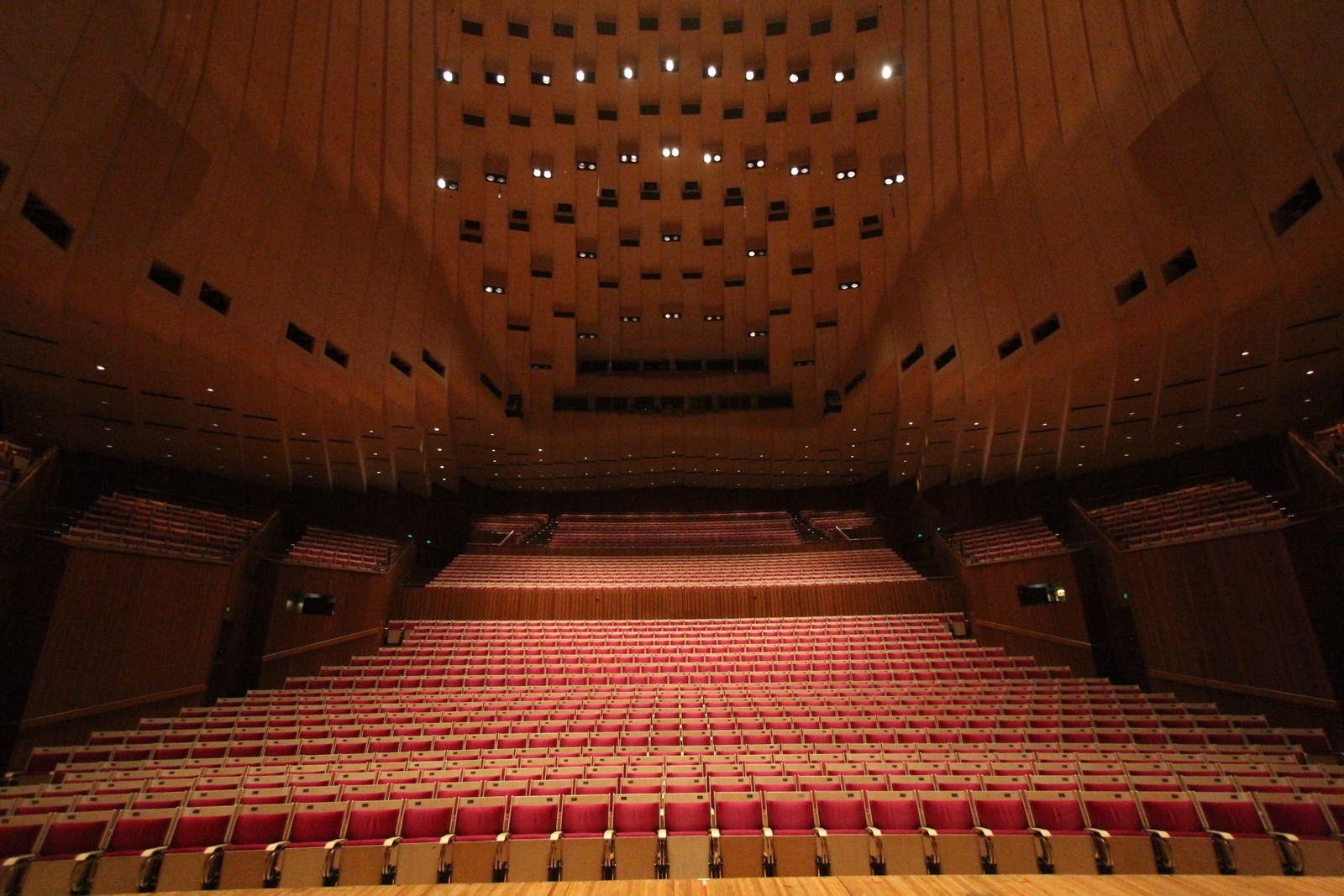
Sala de conciertos vista desde el escenario.

Los cuatro cambios más significativos al diseño después de la salida de Utzon del proyecto fueron:
- El revestimiento del podio y el pavimento: el podio no debía ser originalmente una llanura abierta al mar, pero se hizo abierta.
- La construcción de las cristaleras: Utzon había planificado usar un sistema de parteluces contrachapados pero diseñando un sistema diferente para tratar el cristal.
- Uso de las salas: la sala principal, que había sido diseñada como sala polivalente para óperas y conciertos, se destinó finalmente a sala exclusiva de conciertos. La sala menor, diseñada inicialmente sólo para producciones teatrales, en el proyecto final quedó destinada tanto para la representación de ópera como de teatro. También fueron agregados dos teatros más. Estos cambios eran sobre todo debido a las insuficiencias en el diseño original que fue presentado a concurso, en el que no estaba claro cómo debía ser utilizada el teatro de la ópera. La disposición de los interiores fue cambiada y la maquinaria del escenario, diseñada inicialmente para estar dentro de la sala principal, fue sacada y gran parte traslada a otra zona.

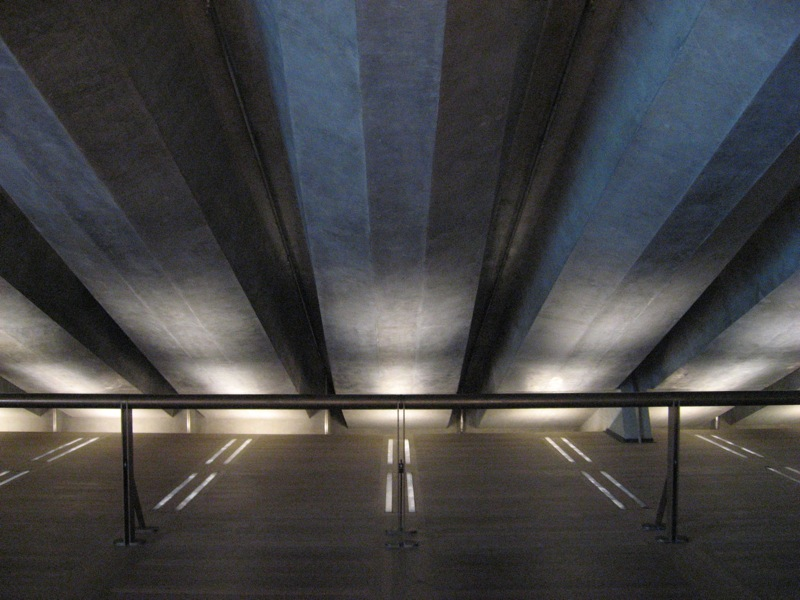
Unión de las costillas de la estructura de la bóveda con el edificio.

- El diseño del interior: El pasillo que diseñó Utzon, su acústica y el diseño de los asientos para el interior de los pasillos principales, fueron desechados totalmente. Su diseño para el salón de conciertos también fue desechado debido a que solamente daba cabida a 2000 butacas, lo que se consideró insuficiente. Utzon empleó al consultor acústico Lothar Cremer, y sus diseños para los pasillos principales fueron modelados y revelándose más adelante de gran calidad. Las versiones posteriores de Todd, Hall y Littlemore de las dos salas principales tienen algunos problemas de acústica, particularmente para los músicos de ejecución. El foso de la orquesta en el Teatro de la Ópera es estrecho y peligroso para los músicos.

El Teatro de la Ópera fue terminado formalmente en 1973, alcanzando un coste de 102 millones de dólares. Sam Hoare, el director de Hornibrook a cargo del proyecto, indicó los costes aproximados por cada proyecto en 1973: 
Etapa I: El podio construido por Civil & Civic P/L aproximadamente 5.5 millones de dólares
Etapa II: Las bóvedas construidas por M.R. Hornibrook (NSW) P/L aproximadamente 12.5 millones de dólares.
Etapa III: Interiores construidos por Hornibrook 56.5 millones de dólares.
Contratos separados: Equipo del escenario, iluminación y órgano 9.0 millones de dólares.
Accesos y otros costes 16.5 millones de dólares.
El coste original estimado en 1957 era de 3 500 000 de £ (7 millones de dólares) siendo la fecha original de terminación fijada por el gobierno el 26 de enero de 1963.

### Utzon y su dimisión

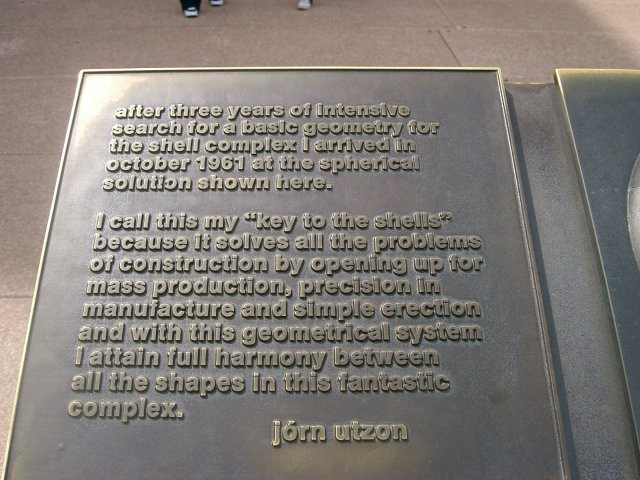
Placa ubicada en la Ópera con una frase de Utzon: "Luego de tres años de búsqueda intensiva de una geometría básica para el complejo de conchas, llegué en octubre de 1961 a la solución esférica que aquí se expone. Denomino a esto mi llave a las conchas porque resuelve todos los problemas de construcción abriendo paso a la producción masiva y de precisión en la industria y la construcción simple y con este sistema geométrico obtengo plena armonía entre todas las formas de este fantástico complejo".

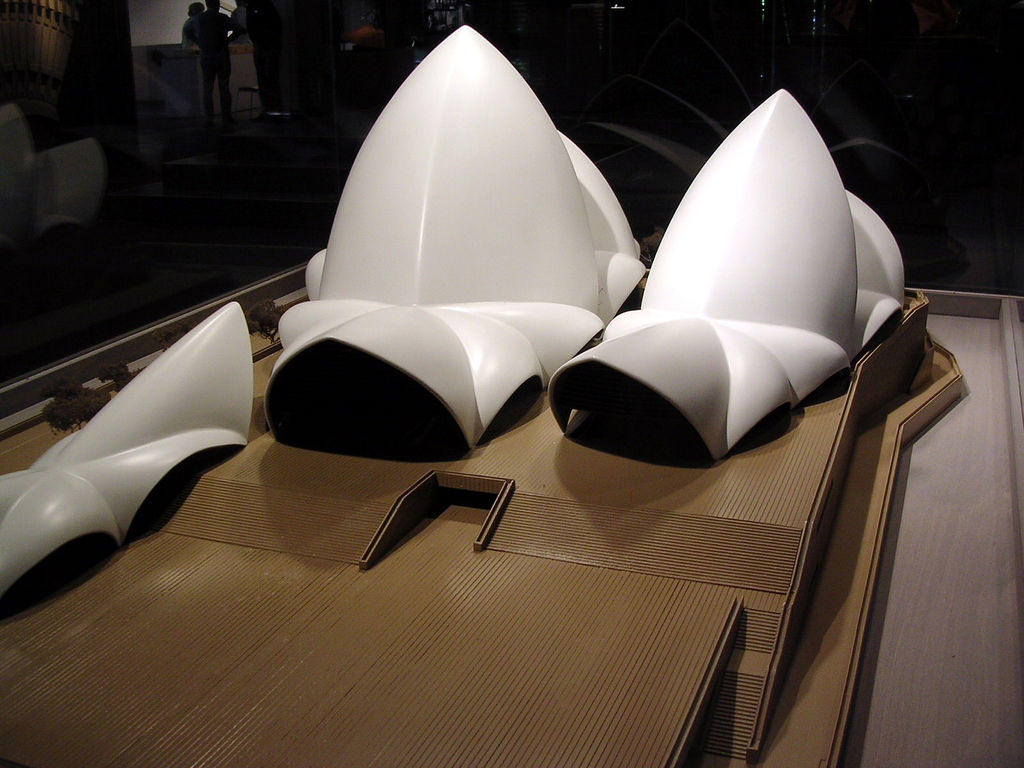
Maqueta del sistema de bóvedas de la ópera.

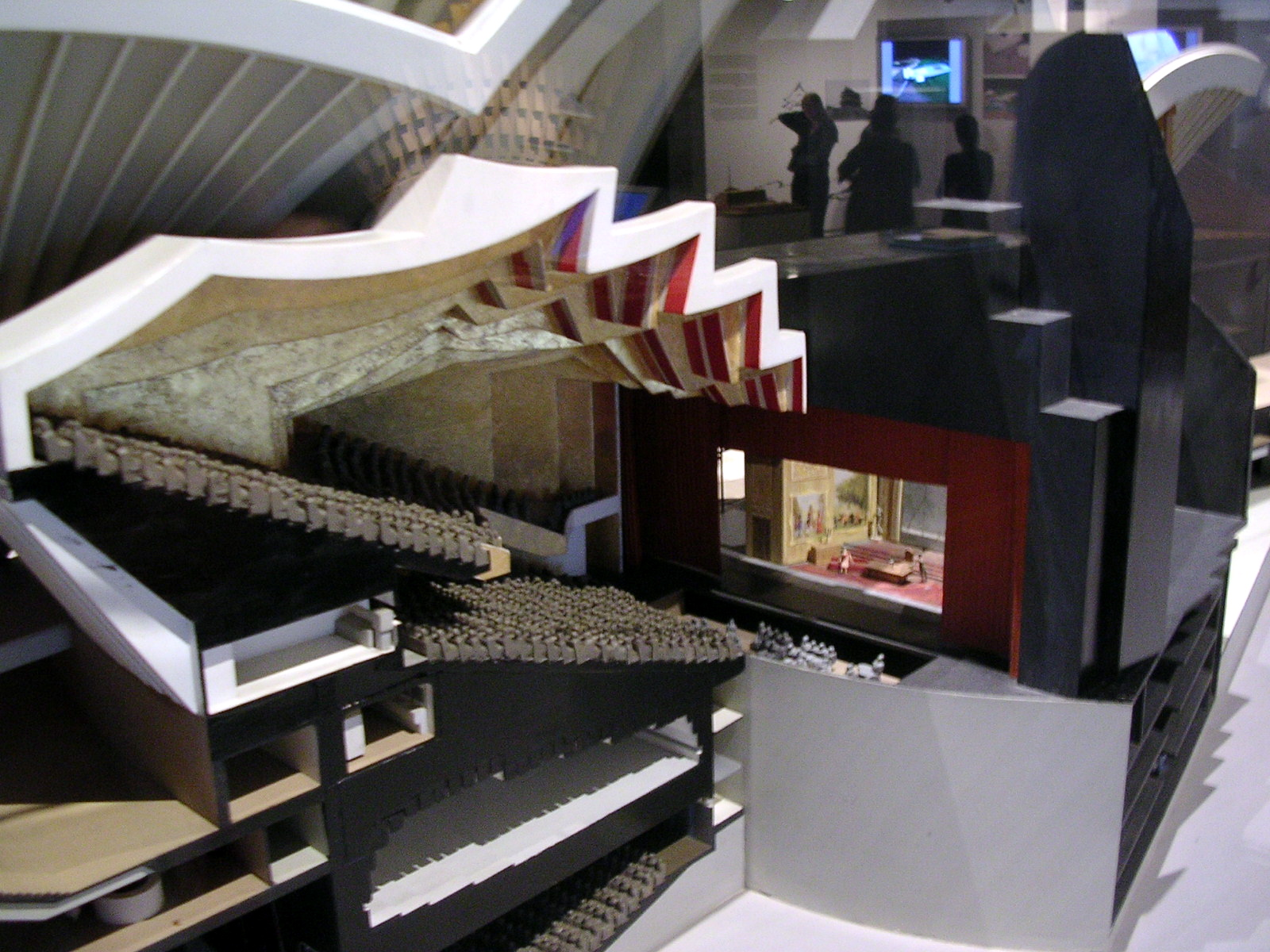
Maqueta de la ópera de Sídney según el diseño de Utzon.

Antes del concurso internacional para el diseño de la Ópera, Utzon había ganado siete de los dieciocho concursos en los que se había presentado, pero nunca había visto ninguno de sus diseños construidos. El concepto de Utzon para la Ópera de Sídney es considerado casi universalmente como un diseño único. El informe de los asesores en enero de 1957, indicaba:

Los dibujos diseñados para este esquema son simples al punto de ser diagramáticos. Sin embargo, como hemos vuelto repetidas veces al estudio de estos dibujos, nos convencen que presentan un concepto de teatro de ópera el cual será capaz de convertirse en uno de los grandes edificios del mundo.

Para la primera etapa del proyecto Utzon trabajó codo a codo con éxito con el resto del equipo de diseño y el cliente, pero con el progreso del proyecto, él llegó a tener claro (con el uso revisado de las salas a petición de los clientes) que los requisitos del concurso habían sido inadecuados en lo que respecta a la acústica, las especificaciones de los espacios de funcionamiento y otras áreas, y que el cliente no había apreciado los costes o el trabajo implicados en el diseño y construcción. Las relaciones entre el cliente y el equipo de diseño se complicaron más cuando se dio la orden de iniciar la construcción prematuramente, a exigencia de los promotores estatales, a pesar de que el diseño aún se hallaba incompleto.
La relación entre el cliente, el arquitecto, los ingenieros y los contratistas se convirtió en un punto de aumento de la tensión, entre Utzon y los clientes, y también entre Utzon y Arups. Utzon creyó que los clientes deberían recibir toda la información sobre todos los aspectos del diseño y de la construcción a través de él, mientras que los clientes deseaban un sistema (dibujado en forma de bosquejo hecho por Davis Hughes) donde arquitecto, contratistas, y los ingenieros, cada uno, mostraban al cliente el trabajo directamente. Esta diferencia tenía grandes implicaciones para los métodos de consecución y control del coste, con Utzon deseando negociar contratos con los proveedores elegidos (tales como Ralph Symonds para los interiores del chapeado) y el gobierno australiano que insistía en que los contratos fueran puestos en oferta pública.
Sin embargo, las razones por las que Arups necesitaba entrar en contacto directamente con los clientes estaban igualmente claras. Peter Murray explica eso: 

Cuando él se trasladó a Australia, cerró su oficina durante tres meses y se dedicó a viajar. Arups no podía entrar en contacto con él y se vieron obligados a efectuar un número de variaciones en el diseño sin la mediación de Utzon. Esto debió tener un efecto significativo en la relación de Utzon con sus ingenieros.

Utzon era muy reticente en responder a las preguntas o críticas de su cliente, la "Sydney Opera House Executive Committee" (SOHEC). Pese a ello fue apoyado permanentemente por el profesor Harry Ingham Ashworth, un miembro del comité y uno de los jueces originales de la competición. No obstante la relación no fue facilitada por la postura de Utzon, que era poco dispuesto a subordinar sus diseños, en algunos aspectos, a los deseos de cambio de los clientes. Como él le comentó a Jack Zunz, miembro del equipo de diseño, en 1961: 

Me es indiferente cuánto cuesta. Me es indiferente cuánto tiempo lleva. Me es indiferente el escándalo causado. Eso es lo que quiero.

Utzon sostenía constantemente que había solucionado todos los problemas en su cabeza, pero era reacio a elaborar dibujos o documentación para demostrar el coste o la visión de su diseño posterior. Peter Murray declaró:

Utzon investigaba continuamente nuevas soluciones pero, con una desgana para confiar en otras personas, él se preocuparía sin parar en el problema durante meses.

Durante el concepto inicial y las etapas tempranas del diseño este no era ningún problema, pero más adelante durante el proceso comenzaron unas considerables tensiones entre las partes. La capacidad de Utzon nunca se puso en duda y Ove Arup de hecho indicó que Utzon era:

...probablemente el mejor de todos con los que haya tratado a través de mi larga experiencia en el trabajo con arquitectos... La Ópera de Sídney podría convertirse en la primera obra maestra contemporánea del mundo, si Utzon diera su cabeza.

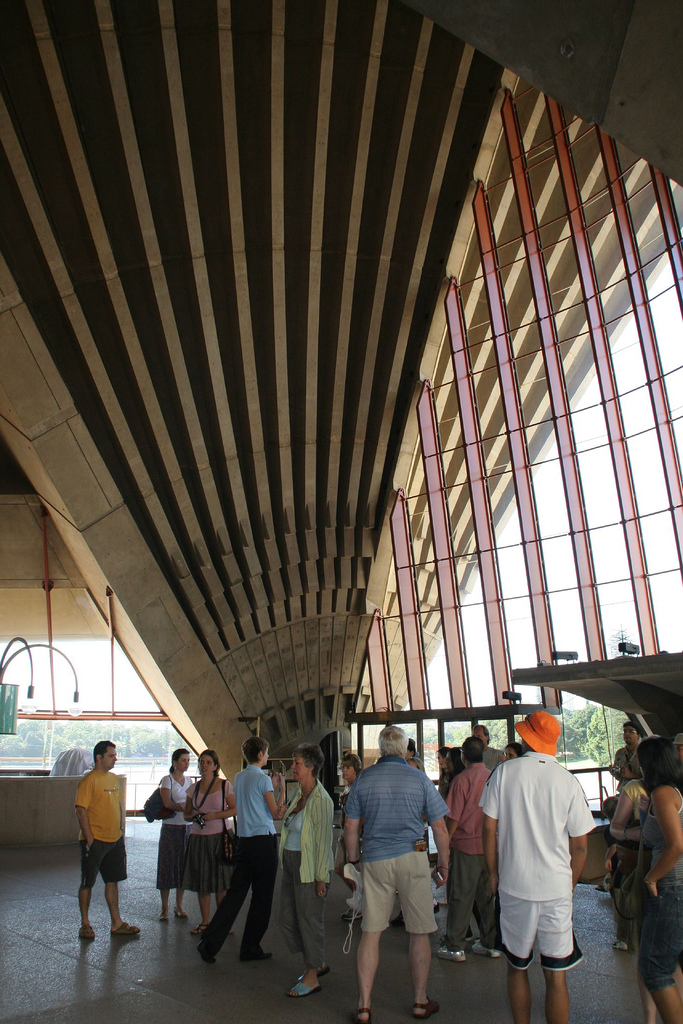
Sistema de abanico de las vigas para la sujeción de las bóvedas.

Durante los años siguientes la relación empeoró, con Utzon rechazando el acceso a los dibujos y a los documentos al representante del ministerio de obras públicas.
Al mismo tiempo, había discusiones sobre trabajo que Utzon había realizado y cuyo pago no había quedado satisfecho. Arups fue actuando cada vez más a menudo como un mediador con la misión de reconciliar a ambas partes. Jack Zunz, miembro del equipo de diseño de Arup, indicaba tras una reunión con Utzon en Londres en 1964:

Él presentó con energía sus argumentos para apoyar su caso e insistió... que lo apoyásemos lealmente pues él nos había apoyado en las etapas I y II. Debemos hacer esto... siempre que no entre en conflicto con nuestras responsabilidades básicas con nuestro cliente.

En mayo de 1965, Davis Hughes fue nombrado ministro de obras públicas. Ese mismo año, en octubre, Utzon dio a Hughes un horario precisando las fechas de terminación de partes de su trabajo para la tercera etapa. Hughes, por su parte, retuvo el permiso para la construcción de los prototipos del chapeado para los interiores. Utzon estaba trabajando el chapeado con Ralph Symonds, un fabricante con base en Sídney y altamente valorado por muchos, pero sobre el cual había recibido advertencias de Arup en marzo de 1964, en el sentido de que su "conocimiento de las tensiones del diseño del chapeado, eran extremadamente superficiales" y que el consejo técnico era "elementalmente podemos decir como mínimo que era completamente innecesario para nuestros propósitos". Ese mismo año la empresa de Ralph Symonds quebró.
La relación entre Utzon y el promotor de la obra nunca se recuperó, quedando reflejadas en los expedientes del gobierno las amenazas de dimisión de Utzon. La ruptura definitiva se concretó mediante el siguiente diálogo:

-Utzon: Si usted no lo hace yo dimito.

-Hughes: Yo acepto su dimisión. Muchas gracias y adiós.

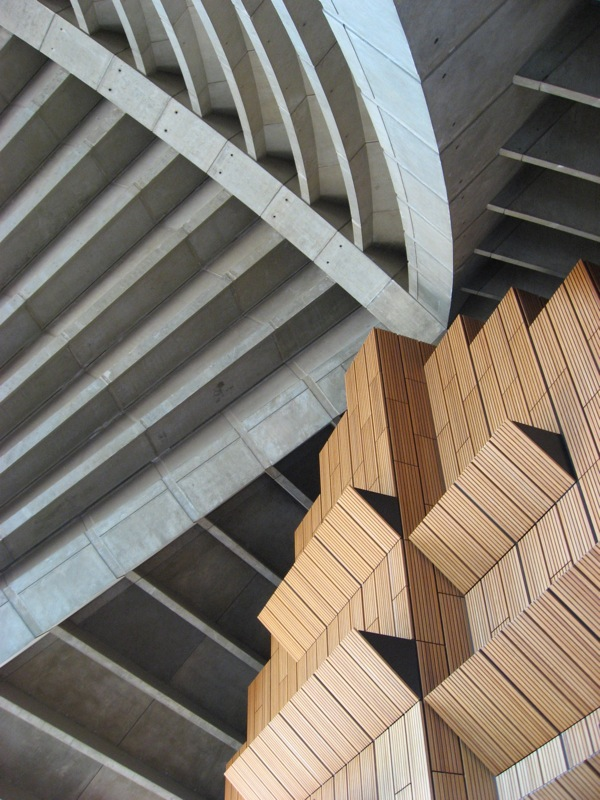
Detalle del interior del edificio.

Utzon abandonó el proyecto el 28 de febrero de 1966, sosteniendo que Hughes rehusó pagar sus honorarios y así causó su dimisión. Más adelante describió la situación con una expresión que se volvió famosa, "Malice in Blunderland", juego de palabras traducible como "Malicia en el País de los Disparates". En marzo de 1966, Hughes le ofreció un papel reducido como "arquitecto diseñador", subordinado a los arquitectos ejecutivos, sin ningún poder de decisión sobre la ejecución del edificio, pero Utzon rechazó el ofrecimiento. 
Después de la dimisión se generó una gran controversia sobre quién tenía razón y quién estaba equivocado. The Sydney Morning Herald divulgó inicialmente:

Ningún arquitecto en el mundo ha gozado de mayor libertad que el Sr. Utzon. Pocos clientes han sido más pacientes o más generosos que la gente y el gobierno de NSW. Uno no quisiera que la historia registrara que esta sociedad se acabara por un pequeño problema pasajero o por un pequeño problema de tacañería.

Sin embargo, el mismo periódico sostuvo poco después, el 17 de marzo de 1966:

No es culpa de él (Utzon) que una sucesión de gobiernos y el Patronato de la Opera hayan fallado tan evidentemente en imponer todo orden o control en el proyecto... Su concepto era tan atrevido que él mismo solo habría podido solucionar los problemas paso a paso... Su insistencia en la perfección lo condujo a alterar su diseño mientras iba avanzando.

A pesar del paso de los años, las opiniones continuaron divididas y depende de la versión de cada una de las partes del proyecto.

### Consecuencias para Utzon, la arquitectura y la ingeniería
En un artículo del Harvard Design Magazine en 2005, el profesor Bent Flyvbjerg sostuvo que el despido de Utzon fue un despido político debido al sobrecoste de la construcción, que excedió finalmente el presupuesto inicial en un 1400 por ciento. El sobrecoste y el escándalo creado le impidieron a Utzon construir otras obras maestras. Según Flyvbjerg, ese es el verdadero coste del teatro de la ópera de Sídney.
Este edificio abrió el camino para la construcción de edificios de formas geométricas de gran complejidad dentro de la arquitectura moderna. Fue uno de los primeros ejemplos en el uso de análisis computacional en el diseño de formas complejas. Las técnicas de diseño ideadas por Utzon y Arup para la Ópera de Sídney se han desarrollado ampliamente y ahora se usan para trabajos como los de Frank Gehry o la arquitectura blob.
El diseño de la Ópera de Sídney fue también uno de los primeros en el mundo en contemplar el uso de araldite como pegamento de los elementos estructurales prefabricados y probando a la vez el concepto para su uso futuro.

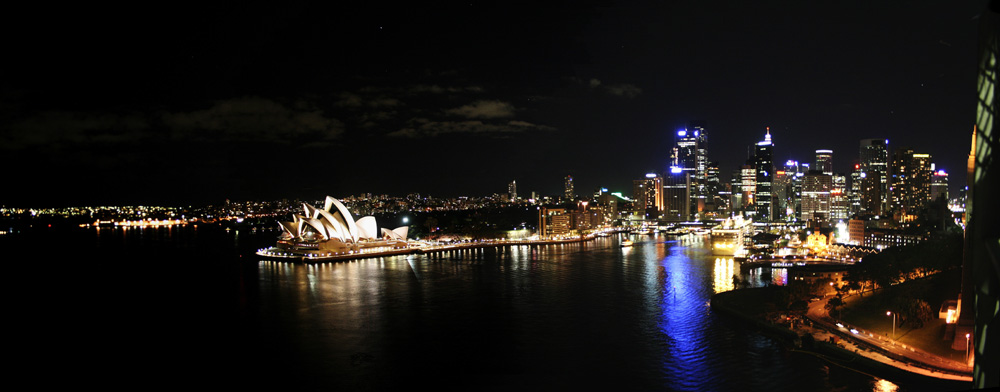
Panorámica de Sídney.

### Inauguración

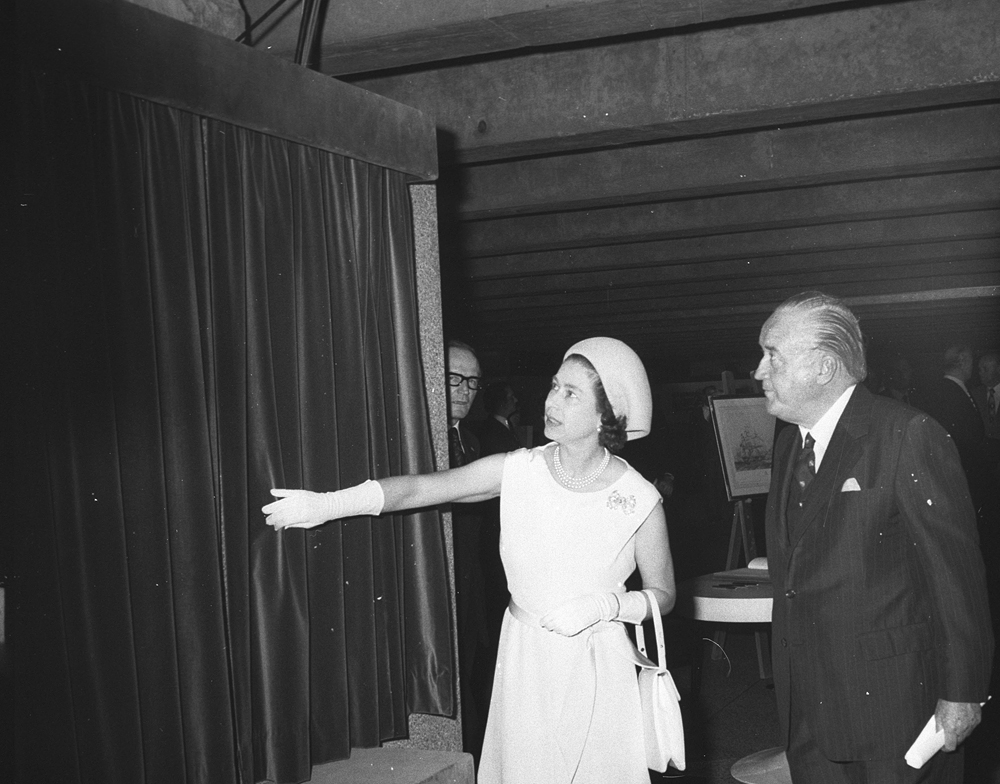
La reina Isabel II inaugura la Ópera de Sídney el 20 de octubre de 1973

La Ópera de Sídney fue inaugurada de manera oficial por la reina Isabel II, en su condición de reina de Australia el 20 de octubre de 1973 junto con el duque de Edimburgo con la presencia de miles de personas. La ceremonia de inauguración estuvo compuesta por fuegos artificiales y una representación de la Sinfonía N.º 9 de Beethoven. En la velada inaugural participó la Orquesta Sinfónica de Sídney bajo la dirección de Willem van Otterloo, el "Sydney Philarmonia Choir" y el "Sydney Philarmonía Motet Choor", interpretando "Jubugalee" (de John Antil). Al día siguiente, la reina y el duque de Edimburgo realizaron una visita protocolaria a las instalaciones y a todo el complejo.
Antes de la ceremonia de inauguración oficial ya se habían realizado varias representaciones dramáticas y musicales en el edificio. 
Durante la construcción del edificio se realizaron numerosas representaciones a la hora de la comida, siendo la primera la del actor y cantante afroamericano Paul Robeson, realizada en 1960 desde los andamios para los trabajadores que construían el edificio. Ya finalizado, la primera interpretación artística en el complejo fue un concierto de prueba realizado el 31 de octubre de 1972 en la Sala de Música, presentado por Música Viva Australia, integrado por el Cuarteto de Cuerdas Fidelio, Lauris Elms y Donald Westlake. El 17 de diciembre de ese mismo año se realizó el primer concierto de prueba en el Concert Hall, con la Orquesta Sinfónica de Sídney dirigida por Bernard Heinze. El 21 de enero de 1973 se concretó el primer concierto de prueba en el Teatro de la Ópera, con interpretaciones de Donald Smith, Elizabeth Fretwell y miembros de la ABC National Training Orchestra, dirigida por Robert Miller. El 10 de abril de 1973 se llevó a cabo el primer recital en el complejo, ante un público de invitados, a cargo de la pianista Rómola Constantino, quien realizó la interpretación en el Concert Hall (Sala de Conciertos).
La primera representación pública se realizó el 28 de septiembre de 1973, con la presentación de la ópera La Guerra y la Paz de Serguéi Prokófiev en el Teatro de la Ópera. Al día siguiente, el 29 de septiembre, se realizó el primer concierto público en la Sala de Conciertos, realizado por la Orquesta Sinfónica de Sídney, dirigida por Charles Mackerras y la soprano sueca Birgit Nilsson, como solista.

### Reconciliación con Utzon y nuevos trabajos

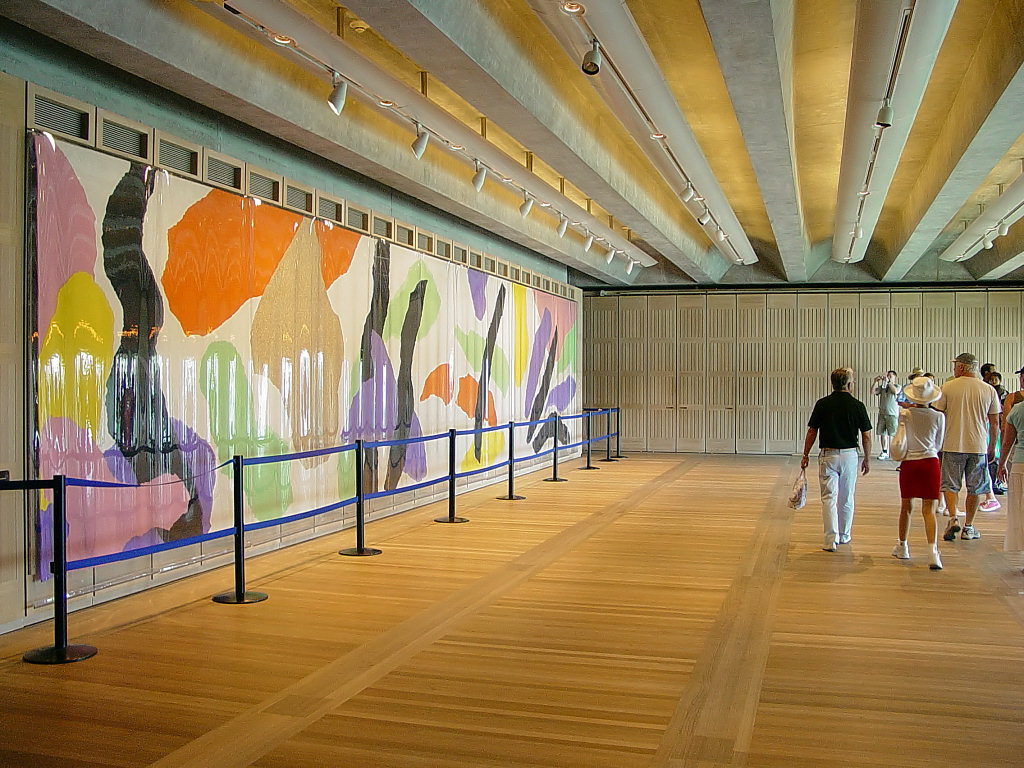
La sala Utzon: reconstruida y redecorada con el diseño original de Utzon.

A fines de la década de los 90, el Patronato de la Casa de Ópera de Sídney inició un acercamiento a Jorn Utzon con el fin de producir una reconciliación y asegurar su implicación en una futura remodelación del edificio. Poco después, en 1999, el Patronato lo designó como consultor del diseño para el futuro trabajo.
En 2004, se abrió el primer espacio interior reconstruido para restablecer el diseño original de Utzon, rebautizándose como "Sala Utzon" en su honor. En abril de 2007, Utzon propuso una importante remodelación del edificio de la Ópera.

## Acontecimientos en el exterior del complejo

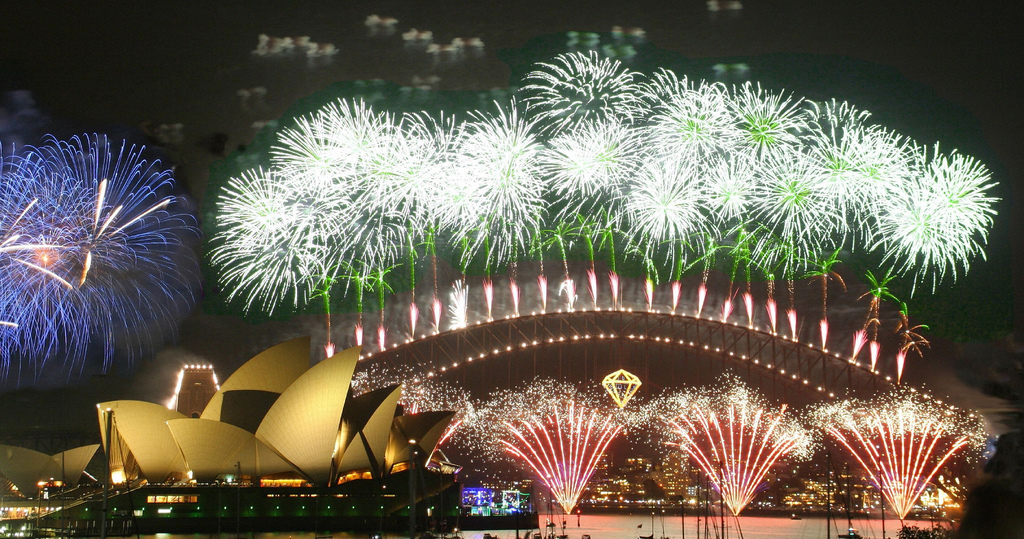
Recepción del Año Nuevo 2006 en Sídney.

El sitio de la Ópera de Sídney se ha transformado en un punto de referencia y encuentro de gran importancia. El 24 de noviembre de 1996, el destacado grupo de rock australiano/neozelandés Crowded House, realizó su último concierto en las escaleras del teatro ante una multitud de gente que alcanzaba casi las cien mil personas. En 1997, el escalador urbano francés Alain Robert apodado "Spiderman", usando solamente sus manos y pies desnudos y sin dispositivos de seguridad, escaló la pared exterior del edificio.
Durante los Juegos Olímpicos de Sídney 2000 el edificio fue incluido dentro de la ruta olímpica que seguiría la antorcha por las calles de la ciudad en su camino hacia el estadio olímpico, siendo la nadadora australiana Samantha Riley quien se paró en la cima de la casa de ópera para agitar la antorcha olímpica. También fue sede de algunos acontecimientos de los juegos olímpicos, como el triatlón que tenía su salida en el edificio o las regatas del puerto de Sídney.
La seguridad en la ópera ha aumentado como resultado de la probabilidad de atraer atentados tras los atentados del 11 de septiembre de 2001. Esta seguridad no impidió que dos activistas pacifistas en marzo de 2003 escalaran a la cima de la bóveda más alta y dibujaran «NO WAR» (GUERRA NO) en letras gigantes rojas, para oponerse a la participación de Australia en la guerra de Irak. Estos dos pacifistas fueron arrestados y condenados en enero de 2004 a nueve meses de detención periódica por daño malicioso y desorden público, además de tener que abonar $151 000 por la limpieza de la bóveda.

## Patrimonio de la Humanidad

### Patrimonio cultural en Australia
El 12 de julio de 2005 el gobierno australiano declaró a la Ópera de Sídney patrimonio nacional, paso previo necesario para que el edificio pudiera ser declarado Patrimonio de la Humanidad por la Unesco. A principios de 2006, el gobierno del Estado de Nueva Gales del Sur y el gobierno federal australiano presentaron su candidatura, sumándose al Centro de Exposiciones Real de Melbourne, la Gran Barrera de coral de Queensland y las Montañas Azules, de Nueva Gales del Sur. Finalmente, el 28 de junio de 2007, la Unesco declaró la Ópera de Sídney como Patrimonio de la Humanidad, abarcando un área protegida de 5,8 ha y 438,1 ha de zona de protección. Acabado en 1973, se trata del edificio más moderno del mundo que ha recibido el título de patrimonio de la humanidad. El edificio recibe cerca de cuatro millones de turistas anuales.

### Patrimonio cultural de Dinamarca
El ministerio danés de cultura en 2006 ha designado doce iconos culturales que definen cada uno de los nueve campos. Este edificio está elegido como uno de los objetos incluidos en el apartado de arquitectura, el cual fue así incluido en el apartado cultural.

## Nominación para las nuevas siete maravillas
La Ópera de Sídney fue una de las 21 construcciones finalistas para determinar las nuevas siete maravillas del mundo. En el día que fue nominada, se realizó un té de la mañana, cuyo anfitrión fue el primer ministro de Nueva Gales del Sur, Morris Iemma, fuera de la casa de la ópera. Finalmente el complejo no resultó elegido.

## Simbolismo
El edificio de la ópera de Sídney ha sido usado como la base del logotipo oficial de los juegos olímpicos de Sídney 2000 tanto en el logotipo como en las medallas. El edificio aparece como parte del logotipo de los Sydney Swans Football Club, Australian Football League, Sydney Roosters, National Rugby League team, Sydney Kings National Basketball League (Australia) team, Sydney Football Club A-League, Sydney Gay and Lesbian Mardi Gras, la convención de 2005 del AMSA (Australian Medical Student Association), y la XXIII Jornada Mundial de la Juventud 2008 (WYD SYD 08).

## Controversias
La directora ejecutiva de la Ópera, Louise Herron, se enfrentó al comentarista de radio de Sídney, Alan Jones, el 5 de octubre de 2018. Jones pidió su despido por negarse a permitir que Racing NSW utilizara las velas de la Ópera para anunciar la carrera de caballos The Everest. En cuestión de horas, la primera ministra de Nueva Gales del Sur, Gladys Berejiklian, desautorizó a Herron. Dos días más tarde, el primer ministro Scott Morrison apoyó la decisión, calificando la Ópera como "el mayor cartel publicitario de Sídney". El líder del Partido Laborista de Nueva Gales del Sur, Luke Foley, y el líder del Partido Laborista federal, Anthony Albanese, habían apoyado la propuesta. El punto de vista político no fue apoyado por una opinión pública significativa, con una petición contra la publicidad que reunió más de 298 000 nombres el 9 de octubre de 2018. Por la mañana se presentaron en el Parlamento de Nueva Gales del Sur 235 000 firmas impresas. Una encuesta realizada el 8 de octubre por la empresa de investigación de mercado Micromex encontró que el 81 por ciento de los encuestados no apoyaban la decisión del primer ministro.

### Polémica por la coronación
En 2023, el Gobierno de Nueva Gales del Sur desechó los planes de iluminar las velas de la Ópera de Sídney en honor de la coronación del rey Carlos III.
El primer ministro del estado, Chris Minns, argumentó que las velas se habían iluminado con demasiada frecuencia y que dichas iluminaciones estaban costando mucho dinero a los contribuyentes, afirmando que el coste oscilaba entre 80 y 100 mil dólares.

## Edificios similares
Algunos edificios modernos del mundo se han inspirado en la Ópera de Sídney, entre ellos:

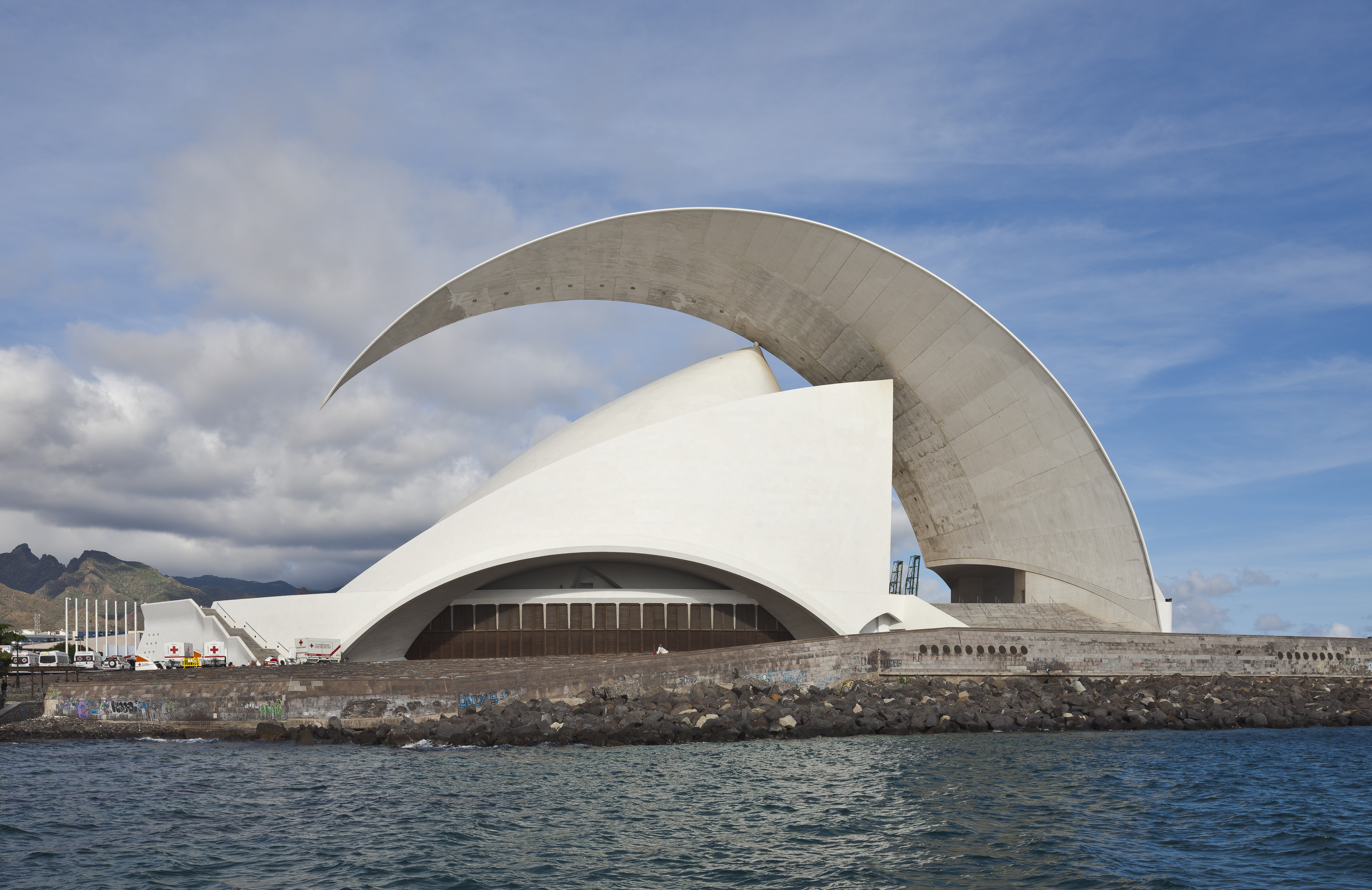
Auditorio de Tenerife, España.
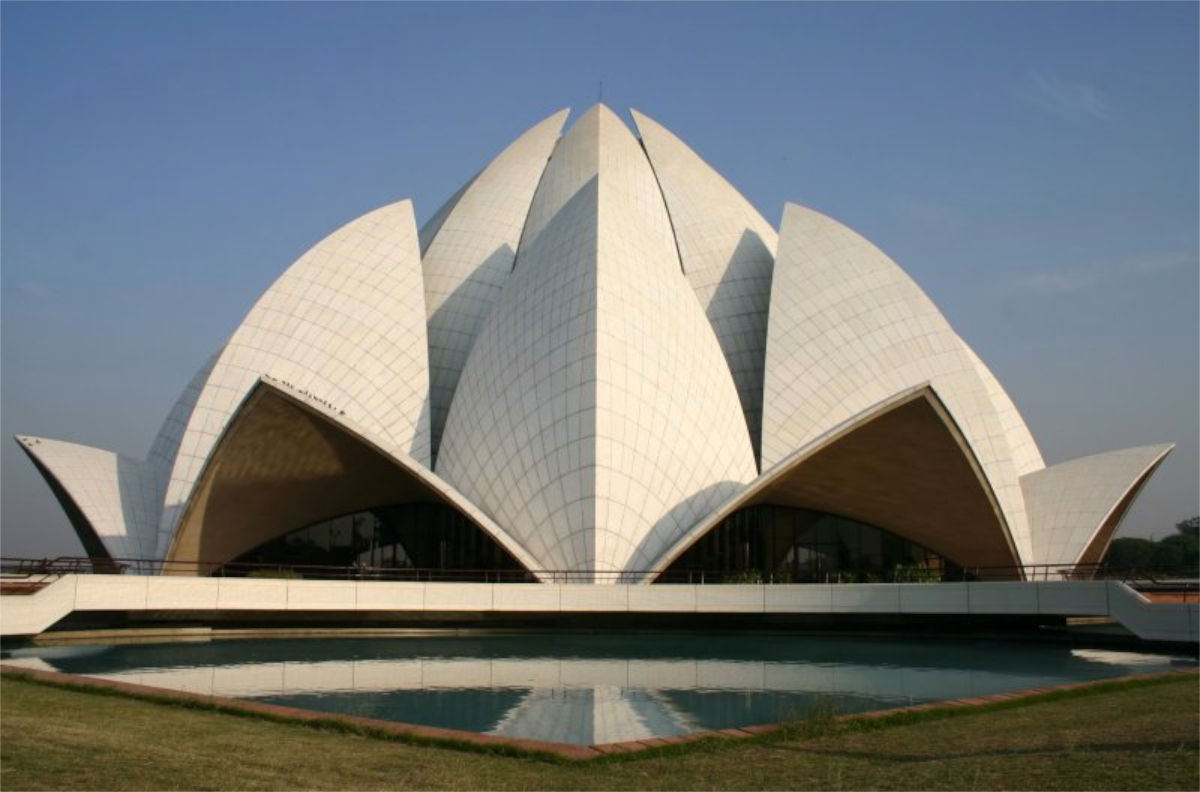
Templo del loto, India.
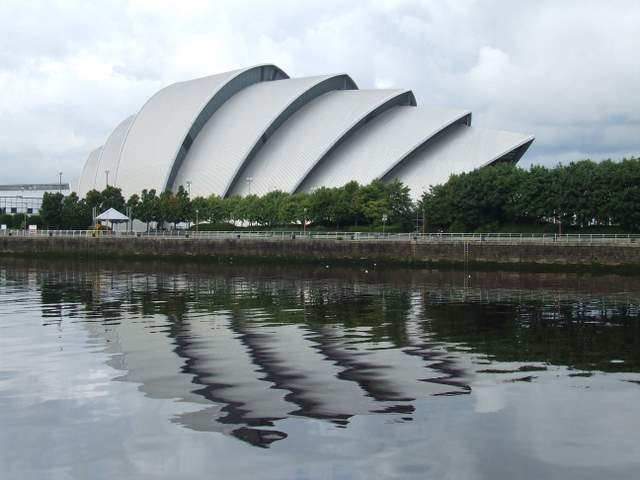
Clyde Auditorium, Reino Unido.
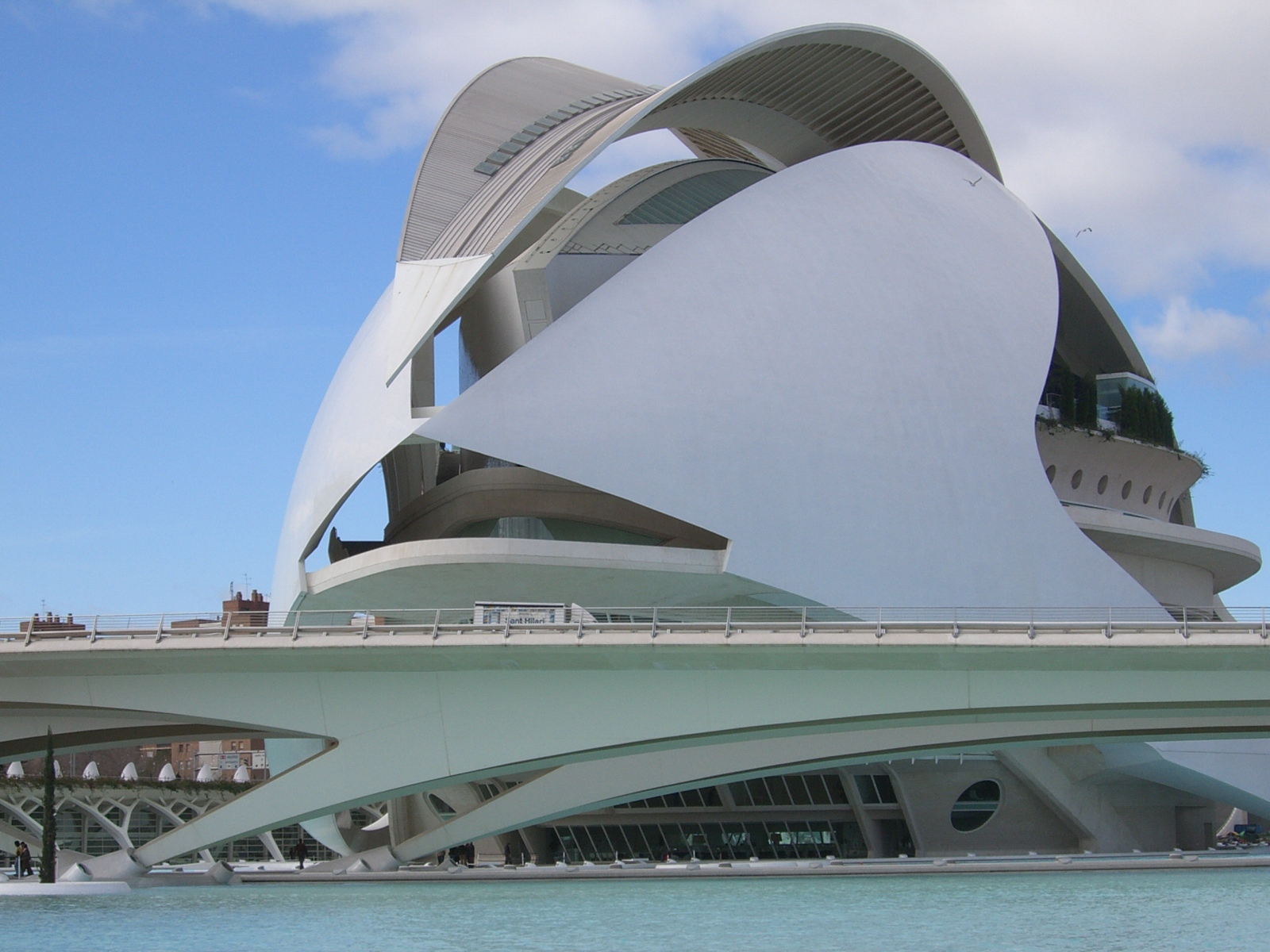
Palacio de las Artes Reina Sofía de Valencia, España